# Красный Бор (Курганская область)
Красный Бор — посёлок в Каргапольском районе Курганской области. Входит в состав Вяткинского сельсовета.

## История
Поселение возникло в 40-х годах XVIII века как деревня при Усть-Миасском винокуренном заводе. До 1917 года в составе Усть-Миасской волости Шадринского уезда Пермской губернии. По данным на 1926 год деревня Осиновский Заводчик состояла из 116 хозяйств. В административном отношении входила в состав Липняговского сельсовета Каргапольского района Шадринского округа Уральской области.
Решением Курганского облисполкома № 97 от 9 марта 1964 года посёлок Осиновского завода переименован в посёлок Красный Бор Вяткинского сельсовета Каргапольского района Курганской области.

## Население
| 1989 | 2002 | 2010 |
| ---- | ---- | ---- |
| 71   | ↘38  | ↘11  |

По данным переписи 1926 года в деревне проживало 235 человек (109 мужчин и 126 женщина), в том числе: русские составляли 100 % населения.

## Уроженцы
- Геннадий Степанович Калистратов — народный депутат РСФСР, член Совета Национальностей Верховного Совета Российской Федерации, депутат Государственной Думы Федерального собрания Российской Федерации I созыва.